# Tupelo (Arkansas)
Tupelo est un village situé dans l’État américain de l'Arkansas, dans le comté de Jackson.